# 9 PM (Till I Come)
9 PM (Till I Come) è un singolo del DJ tedesco ATB, pubblicato il 26 ottobre 1998 come primo estratto dal primo album in studio Movin' Melodies.

## Descrizione
La parte vocale, affidata alla cantante e modella spagnola Yolanda Rivera, è stata campionata dal brano del 1998 The Way You Make Me Feel dei DJ e produttori discografici Ricky Rich e Julio Posadas.

## Tracce
Testi e musiche di André "ATB" Tanneberger.
CD singolo (Europa)
1. 9 PM (Till I Come) (Radio Edit) – 3:14
2. 9 PM (Till I Come) (Club Mix) – 5:25

12" (Europa)
- Lato A

1. 9 PM (Till I Come) (Club Mix) – 5:25
2. 9 PM (Till I Come) (9 PM Mix) – 6:07
3. 9 PM (Till I Come) (Sequential One Remix) – 6:09

- Lato B

1. 9 PM (Till I Come) (Gary D's Northern Light Remix) – 7:29
2. 9 PM (Till I Come) (Spacekid Remix) – 6:40

Download digitale, streaming
1. 9 PM (Till I Come) (Radio Edit) – 3:19
2. 9 PM (Till I Come) – 5:28
3. 9 PM (Till I Come) (9PM Mix) – 6:08

## Formazione
- ATB – strumentazione, arrangiamento, produzione, ingegneria del suono
- Yolanda Rivera – voce

## Classifiche

### Classifiche settimanali
| Classifica (1998-2020) | Posizione massima |
| ---------------------- | ----------------- |
| Australia              | 10                |
| Belgio (Fiandre)       | 55                |
| Canada                 | 11                |
| Europa                 | 9                 |
| Germania               | 14                |
| Irlanda                | 1                 |
| Italia                 | 3                 |
| Paesi Bassi            | 12                |
| Norvegia               | 3                 |
| Nuova Zelanda          | 11                |
| Polonia                | 93                |
| Regno Unito            | 1                 |
| Svezia                 | 31                |
| Svizzera               | 21                |

### Classifiche di fine anno
| Classifica (1999) | Posizione |
| ----------------- | --------- |
| Australia         | 38        |
| Europa            | 72        |
| Nuova Zelanda     | 49        |
| Paesi Bassi       | 86        |
| Regno Unito       | 5         |
| Romania           | 23        |

## Your Love (9PM)
Una versione alternativa del brano, intitolata Your Love (9PM), è stata pubblicata il 15 gennaio 2021 come singolo e realizzata con il DJ tedesco Topic e il cantante svedese A7S.

### Video musicale
Il video musicale relativo è stato reso disponibile il 25 gennaio 2021.

### Tracce
Testi e musiche di André Tanneberger, Alexander Tidebrink e Tobias Topic.
Download digitale, streaming
1. Your Love (9PM) – 2:30

Download digitale, streaming – Tiësto Remix
1. Your Love (9PM) (Tiësto Remix) – 3:06

### Formazione
- ATB – produzione, mastering
- Topic – produzione, mastering
- A7S – voce
- Rudi Dittmann – mastering

### Classifiche

#### Classifiche settimanali
| Classifica (2021-25) | Posizione massima |
| -------------------- | ----------------- |
| Australia            | 18                |
| Austria              | 8                 |
| Belgio (Fiandre)     | 11                |
| Belgio (Vallonia)    | 22                |
| Bielorussia          | 110               |
| Bulgaria             | 1                 |
| Canada               | 77                |
| Croazia              | 3                 |
| Danimarca            | 23                |
| Estonia              | 90                |
| Finlandia            | 14                |
| Francia              | 40                |
| Germania             | 6                 |
| Grecia               | 10                |
| Irlanda              | 8                 |
| Islanda              | 32                |
| Italia               | 21                |
| Kazakistan           | 38                |
| Lituania             | 7                 |
| Moldavia             | 37                |
| Norvegia             | 18                |
| Paesi Bassi          | 12                |
| Polonia              | 2                 |
| Portogallo           | 20                |
| Regno Unito          | 8                 |
| Repubblica Ceca      | 18                |
| Romania              | 2                 |
| Russia               | 1                 |
| Slovacchia           | 11                |
| Slovenia             | 2                 |
| Svezia               | 59                |
| Svizzera             | 6                 |
| Ucraina              | 2                 |
| Ungheria             | 8                 |

#### Classifiche di fine anno
| Classifica (2021) | Posizione |
| ----------------- | --------- |
| Australia         | 35        |
| Austria           | 21        |
| Belgio (Fiandre)  | 27        |
| Bulgaria          | 8         |
| Croazia           | 3         |
| Danimarca         | 33        |
| Francia           | 107       |
| Germania          | 8         |
| Irlanda           | 28        |
| Islanda           | 88        |
| Italia            | 54        |
| Paesi Bassi       | 37        |
| Polonia           | 6         |
| Portogallo        | 44        |
| Regno Unito       | 29        |
| Russia            | 1         |
| Svizzera          | 15        |
| Ucraina           | 4         |
| Ungheria          | 17        |
| Classifica (2022) | Posizione |
| Russia            | 77        |
| Ucraina           | 19        |
| Classifica (2023) | Posizione |
| Bielorussia       | 143       |
| Kazakistan        | 65        |
| Moldavia          | 99        |
| Russia            | 178       |
| Ucraina           | 32        |
| Classifica (2024) | Posizione |
| Bielorussia       | 160       |
| Ucraina           | 184       |

#### Classifiche di fine decennio
| Classifica (2020-29) | Posizione |
| -------------------- | --------- |
| Bielorussia          | 11        |
| Kazakistan           | 12        |
| Moldavia             | 5         |
| Russia               | 3         |
| Ucraina              | 6         |